# Jim Roberts
Jim Roberts (5. června 1939 Paris, Tennessee, USA – 6. prosince 2016) byl zakladatelem a vůdčí osobností náboženského hnutí známého jako Bratři (Brethren) nebo Skupina Jima Robertse. Mezi lety 1958 – 1961 sloužil u námořní pěchoty.